# Robertomyia lavignei
Robertomyia lavignei är en tvåvingeart som beskrevs av Jason Gilbert Hayden Londt 1990. Robertomyia lavignei ingår i släktet Robertomyia och familjen rovflugor.
Artens utbredningsområde är Somalia. Inga underarter finns listade i Catalogue of Life.